# 玛丽路易斯·弗莱瑟

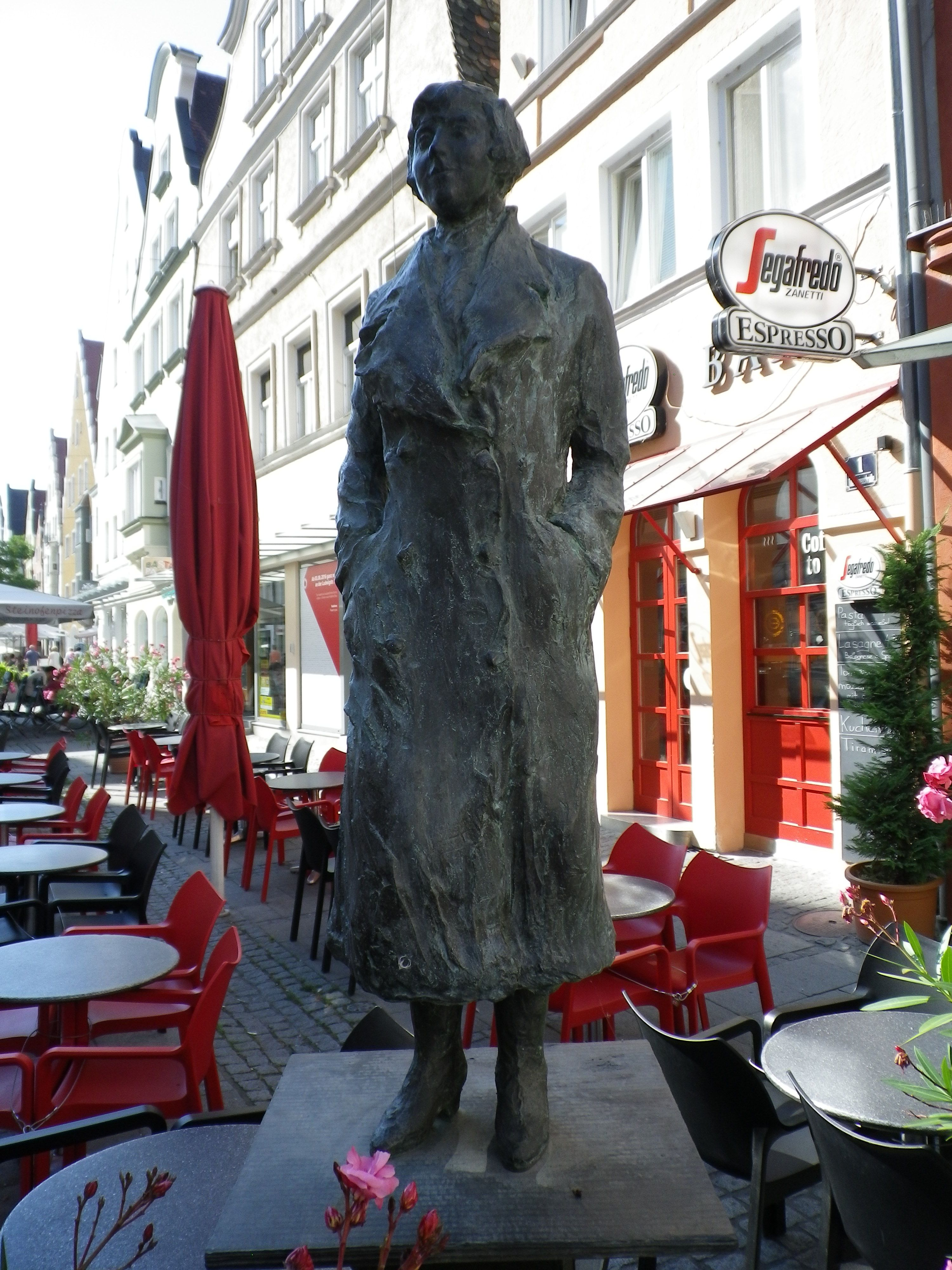
瑪麗路易斯·弗萊瑟雕像

玛丽路易斯·弗莱瑟（德語：Marieluise Fleißer，1901年11月23日—1974年2月2日）是德国剧作家。曾因为与贝尔托·布莱希特的关系而中断写作，直到晚年作品才获得认可。